# Hemigymnus
Hemigymnus – rodzaj ryb okoniokształtnych z rodziny wargaczowatych.

## Klasyfikacja
Gatunki zaliczane do tego rodzaju:
- Hemigymnus fasciatus
- Hemigymnus melapterus.

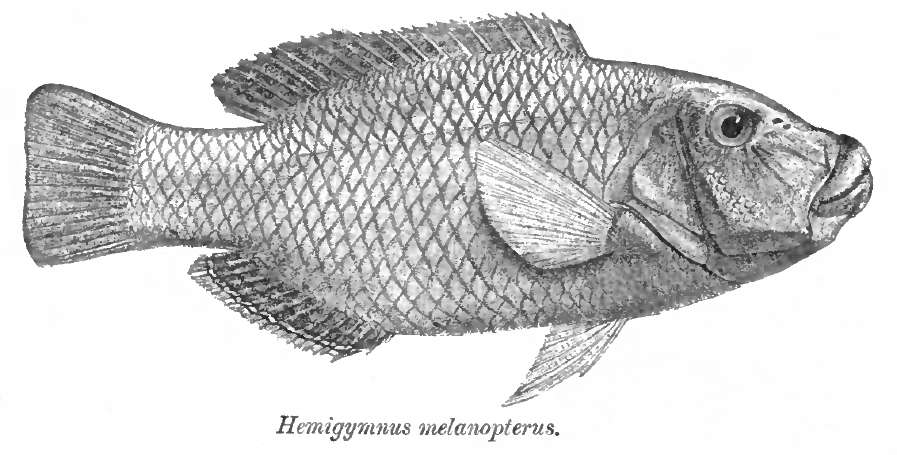
Hemigymnus melapterus